# Aloysio de Oliveira
Aloysio de Oliveira (Rio de Janeiro, 30 dicembre 1914 – Los Angeles, 20 febbraio 1995) è stato un cantante, produttore discografico e compositore brasiliano.
Nel 1955, quando il gruppo musicale di cui faceva parte si sciolse, de Oliveira concluse l’attività di cantante/chitarrista e di attore. Fu per il resto della sua vita professionale un compositore e produttore discografico. Ricoprì un ruolo chiave nella storia della musica brasiliana: oltre alle sue collaborazioni con Carmen Miranda negli anni quaranta, fu protagonista della nascita e della diffusione della bossa nova, lanciando musicisti fra i quali Elza Soares, Sérgio Ricardo, Sylvia Telles e Alaíde Costa. Compose anche motivi di successo, Dindi, Inútil paisagem, De você, eu gosto, Eu preciso de você fra gli altri, ripresi in seguito da diversi artisti brasiliani e non solo.

## Biografia

### La formazione
Nato a Rio de Janeiro, a otto anni si avvicinò alla musica attraverso una radio a galena, appassionandosi ai generi brasiliani del periodo, in particolare maxixes e choros, e alla musica di provenienza statunitense. Fece presto conoscenza con Hélio Jordão-Pereira, con cui si impegnava in duetti vocali e che gli insegnò i rudimenti della chitarra. Quando aveva dodici anni, i due si unirono ai tre fratelli Osório – Stênio, Afonso e Armando – costituendo il nucleo iniziale di quello che sarebbe diventato il Bando da Lua. Successivamente, al quintetto si aggregarono Ivo Astolfi e i suoi sei cugini, e la formazione di dodici elementi prese il nome di Bloco do Bimbo.
Contemporaneamente all’impegno musicale, de Oliveira studiò presso l’Istituto maschile gestito da religiosi Santo Antônio Maria Zaccaria, dal quale venne espulso per aver insultato un insegnante; e si vide costretto a terminare il ciclo scolastico al Liceu Francês per proseguire, a partire dal 1932, nella formazione superiore diventando infine dentista, professione che però non esercitò mai.

### La carriera artistica

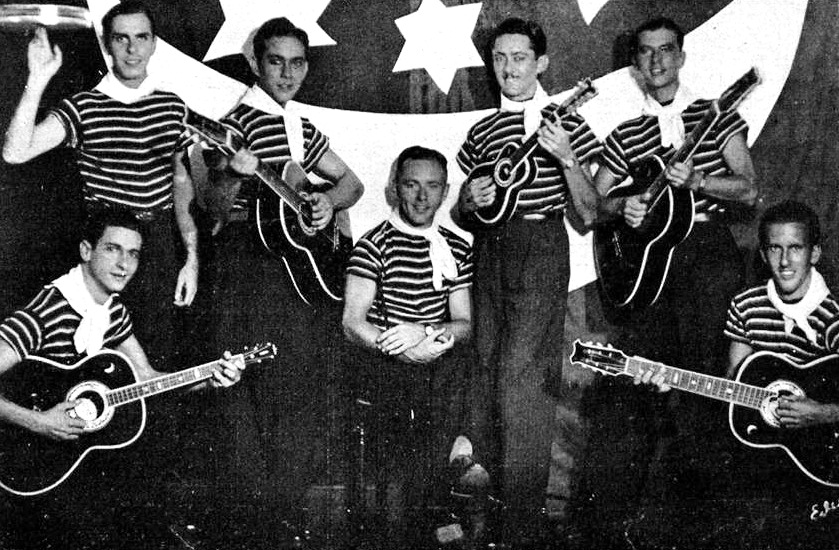
Il Bando da Lua nel 1934.

Il 1929 segna l’avvio della sua carriera professionistica, con un provino agli ordini del Maestro Tomaz presso gli studi della Parlophone che si rivelò un insuccesso. Dietro consiglio del chitarrista Josué de Barros, il gruppo ridusse il numero degli esecutori trasformandosi nel Bando da Lua e due anni dopo esordì in sala di registrazione con il brano Que tal a vida?. Fu l’inizio di un decennio ricco di incisioni con il Bando de Lua, un periodo di successi musicali, film, spettacoli teatrali e radiofonici che gli fece raggiungere un’ampia notorietà anche fuori dai confini del suo Paese e che lo mise in contatto con i più grandi artisti di musica popolare brasiliana quali Custódio Mesquita, Noel Rosa, Djalma Ferreira e Paulo Tapajós fra i tanti.

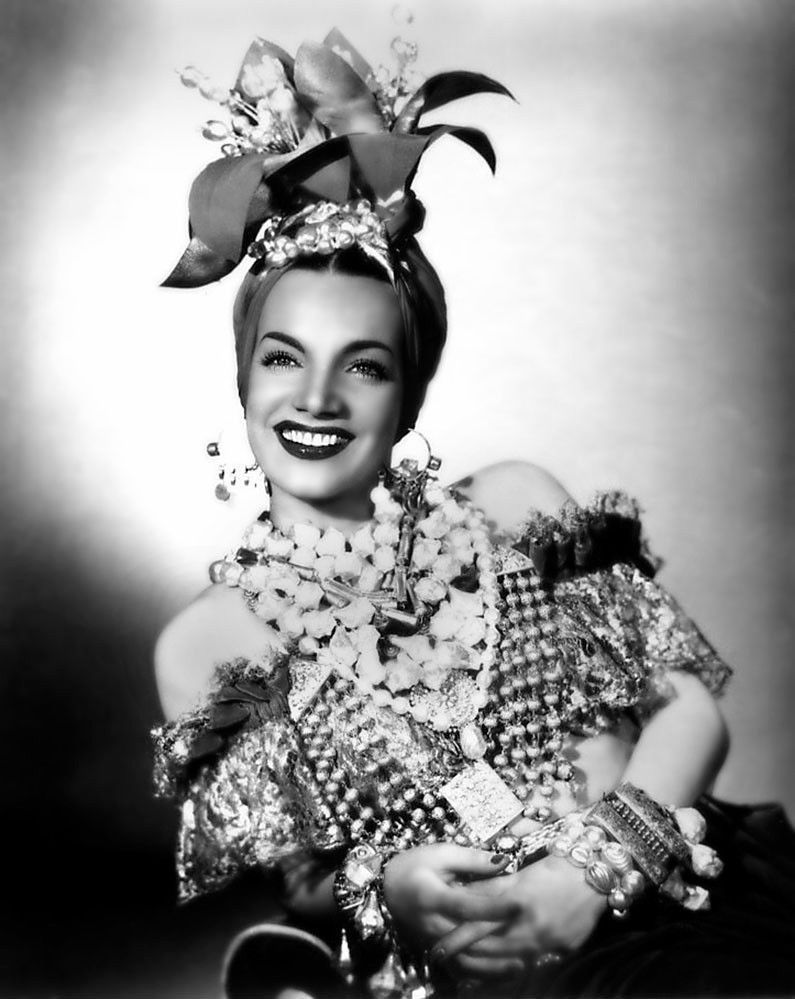
Carmen Miranda, 1943

Ma ben più importante si rivelò la conoscenza che de Oliveira fece nel 1929 con Carmen Miranda. Dieci anni più tardi il Bando da Lua fu il gruppo che accompagnò la cantante (con cui l’artista brasiliano ebbe una relazione sentimentale) in tour negli gli Stati Uniti, dove de Oliveira oltre a esibirsi operava da mediatore linguistico fra impresari americani e la Miranda, essendo il solo che masticava un po’ di inglese. In aggiunta, il gruppo musicale e Carmen Miranda furono scritturati dalla 20th Century Fox per girare dei film a Hollywood. Frequentando l’ambiente cinematografico, de Oliveira ebbe l’opportunità di conoscere Walt Disney, divenendo personaggio di rilievo degli studi disneyani; fu produttore di Saludos amigos, film nel quale interpretò il celebre motivo Aquarela do Brasil, composto da Ary Barroso; e, da conoscitore della musica e della cultura brasiliana, fornì consigli al management della Disney e suggerì integrazioni e cambiamenti. Ma gli impegni cinematografici non gli impedivano gli spettacoli musicali, e nel 1948 fu protagonista di una trionfale trasferta londinese dove si esibì per due mesi con il suo gruppo e con Carmen Miranda al prestigioso London Palladium. Durante la sua permanenza negli Stati Uniti lavorò anche in film fra i quali Interlúdio di Alfred Hitchcock e Romance no Rio, e in un’altra pellicola di tecnica mista di Walt Disney, Você já foi à Bahia?, nella quale comparve come attore e contribuì alla colonna sonora; fu inoltre il presentatore di programmi radiofonici trasmessi in Brasile.
Dopo la prematura morte di Carmen Miranda avvenuta nel 1955, Aloysio de Oliveira fece ritorno in Patria dove iniziò a lavorare con ruoli dirigenziali per la Odeon brasiliana, la stessa casa discografica che pubblicò nel 1957 l’album Samba these days - Aloysio de Oliveira e seu Bando da Lua, lavoro che vedeva anche canzoni del repertorio statunitense. L’anno successivo Marlene incise Bom que doi, che l’artista brasiliano aveva composto assieme a Luiz Bonfá.
Gli anni a venire furono per Aloysio de Oliveira molto prolifici nella sua attività di compositore e produttore discografico. In particolare, il quinquennio 1958-1962 fu per l’artista carioca determinante per il proprio futuro e per quello della bossa nova. Insieme a Tom Jobim compose Dindi, De você, eu gosto, Demais e Eu preciso de você. Nel 1959, dietro forti pressioni di Jobim e di Dorival Caymmi e in netto disaccordo con la dirigenza paulista della Odeon, il produttore si risolse di dare il via libera a Chega de saudade, composta e suonata da João Gilberto, che avrebbe segnato un picco di popolarità e di vendite non solo in Patria e avrebbe costituito un punto di svolta della nuova corrente musicale. Sempre più addentro al mondo musicale brasiliano, nel 1962 riunì sotto la propria direzione musicale al Bon Gourmet, storico locale della vita notturna carioca, tre nomi già divenuti leggendari: Tom Jobim, Vinícius de Moraes e João Gilberto, assieme a Os Cariocas. Nello stesso anno, de Oliveira si incaricò di organizzare alla Carnegie Hall un Festival della bossa nova, un grande concerto nel quale si esibirono alcuni fra i più grandi nomi della musica brasiliana contemporanea: da João Gilberto a Tom Jobim, da Luiz Bonfá a Oscar Castro-Neves, da Carlos Lyra a Roberto Menescal a Sérgio Mendes, per citare i più prestigiosi.

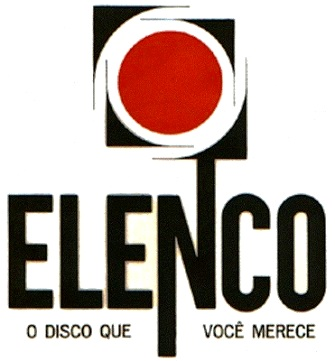
Logo dell’etichetta

L’esperienza maturata alla Odeon e alla Philips gli permise l’anno successivo di fondare e controllare una casa discografica indipendente, la Elenco, (assorbita nel 1968 dalla PolyGram), etichetta che produsse musicisti di bossa nova già famosi: fra di essi Sylvia Telles – con cui de Oliveira si sposò quello stesso anno –, Tom Jobim, Lúcio Alves, Dick Farney, João Donato, Sérgio Mendes, Sérgio Ricardo, Baden Powell, Roberto Menescal, il Quarteto em Cy. Vennero ripresi anche artisti delle precedente generazione come Cyro Monteiro e Mário Reis. Esordirono con la Elenco Nara Leão, Edu Lobo e Rosinha de Valença; e l’etichetta organizzò spettacoli ai quali parteciparono Maysa, Lennie Dale, Vinícius de Moraes, Odete Lara, Sylvia Telles, Lúcio Alves, Dick Farney e Norma Bengell. In qualità di discografico, nel gennaio del 1967 era negli studi della Warner a Los Angeles per la registrazione del disco Francis Albert Sinatra & Antonio Carlos Jobim, che vedeva protagoniste le voci dei due grandi cantanti americani che danno il titolo all’album.
Chiusa la parentesi con la Elenco, nel 1968 il produttore lasciò il Brasile alla volta degli Stati Uniti. Lì per cinque anni curò la produzione di diversi artisti brasiliani per la Warner, e nel 1972 ritornò in Patria proseguendo la sua attività di produttore discografico. Anni dopo pubblicò le sue memorie nell'autobiografia intitolata De Banda pra Lua.
Nel tempo le sue composizioni – scritte individualmente o in coppia (Samba torto, Eu preciso de você, Meu mundo é você, Meu amanhã, Inútil paisagem e Só tinha que ser com você) – sarebbero divenute dei successi. Sylvia Telles incise nell’LP Amor de gente moça i brani De você, eu gosto, Demais e Dindi. Altri artisti che riproposero le canzoni di de Oliveira furono Nara Leão, Maysa, Alaíde Costa, Agostinho dos Santos, Elizeth Cardoso, Lúcio Alves, Luiz Eça, Wilson Simonal, Dorival Caymmi, Astrud Gilberto, lo Zimbo Trio, Baden Powell, Claudette Soares; nel 1971 Tom Jobim e Elis Regina, nel loro celebre LP Elis e Tom, incisero Só tinha que ser con você  e Inútil paisagem, composte da de Oliveira insieme a Jobim. Dopo la registrazione di Dindi e di Inútil paisagem nel 1967 da parte del grande interprete statunitense Frank Sinatra, nel 1981 il compositore ebbe la soddisfazione di vedere le stesse due canzoni incise da un’altra leggenda vivente della musica mondiale, Ella Fitzgerald. E a seguire ripresero motivi del compositore altri nomi di punta del panorama musicale brasiliano: Leny Andrade, Caetano Veloso, Nana Caymmi, Raimundo Fagner e, negli anni 2000, Joyce, Maria Bethânia, Ivan Lins.
Aloysio de Oliveira è morto nel 1995 a Los Angeles, città nella quale il produttore abitò negli ultimi anni di vita.

## Discografia
- 1940 – Mamãe eu quero/Bambo do bambu • Label/DECCA • 78
- 1940 – O que é que a baiana tem?/Marchinha do grande galo-có có ró có có có có • Label/DECCA • 78
- 1940 – South american way/Touradas em Madri • Label/DECCA • 78
- 1957 – Samba these days - Aloysio de Oliveira e seu Bando da Lua • Odeon • LP[13]

### Con il Bando da Lua
- 1931 – Que tal a vida/Tá de mona • Brunswick •78
- 1932 – Opa...opa.../É tua sina • Odeon •78
- 1933 – A hora é boa/Bis • Victor •78
- 1933 – Muita gente diz que é bamba/Imaginem só • Odeon •78
- 1934 – Três estrelas/Bem me quer, mal me quer • Victor •78
- 1934 – Gosto mais do outro lado/Badaladas • Victor •78
- 1934 – Tristeza/Diga, diga, doo • Victor •78
- 1934 – A noite vem descendo/Se você quiser saber • Victor •78
- 1935 – O teu olhar • Victor •78
- 1935 – Fulana/Uma voz de longe me chamou • Victor •78
- 1935 – Maria boa/Menina que pinta o sete • Victor •78
- 1935 – Não resta a menor dúvida/Negócios de família • Victor •78
- 1935 – Vou me embora te levando/A saudade me viu • Victor •78
- 1935 – Lalá • Victor •78
- 1935 – Raiando/Boa noite • Victor •78
- 1935 – Mangueira/Eu me lembro • Victor •78
- 1935 – Abandona o preconceito/É do barulho • Victor •78
- 1935 – Lua triste/Segure na mão • Victor •78
- 1935 – Seleção do filme "Meu maior desejo" (Here is my heart)/Ela é moreninha • Odeon •78
- 1936 – Adivinhação/Cansado de sambar • Victor •78
- 1936 – Que é que Maria tem/Só conheço uma • Victor •78
- 1936 – Ola a lua/Chiribiribi quá-quá • Victor •78
- 1936 – Madrugada/Telhadinho de zinco • Victor •78
- 1936 – Salve Mangueira/Nem prá frente, nem prá trás • Victor •78
- 1936 – Lobo mau/Cirandinha • Victor •78
- 1937 – Foi pouco/Bola preta • Victor •78
- 1937 – Questão de vez/Deixa o passado • Victor •78
- 1937 – O teu cabelo não nega/Linda morena • Victor •78
- 1937 – Tra-la-la-la-lá/Por esta você passa • Victor •78
- 1937 – Marchinha do grande galo/Saudades do meu barracão • Victor •78
- 1937 – Vem cá Iaiá/Minha deusa partiu • Victor •78
- 1937 – Quando a lua lá no céu brilhar/Menina das lojas • Victor •78
- 1938 – Eu quero um beijo/Foi Maria • Victor •78
- 1938 – O amor não vale um tostão/Pegando fogo • Victor •78
- 1938 – Star dust/Goody-goody • Victor •78
- 1938 – Arara/Não quero não • Victor •78
- 1940 – Samba da minha terra/Quero ver • Columbia •78
- 1940 – E o vento levou/Ora, ora • Columbia •78
- 1941 – Marchinha do grande galo/Maria boa • Victor •78
- 1955 – Sou feliz/Se queres meu amor • Polydor •78[14]